# Mezzo di contrasto

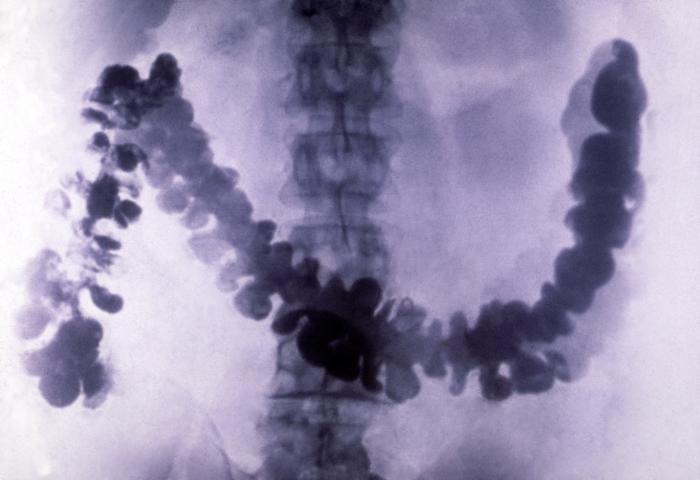
Radiografia del colon ottenuta usando il bario come mezzo di contrasto

I mezzi di contrasto (abbreviati in m.d.c.) o agenti di contrasto sono sostanze in grado di modificare il modo in cui una regione analizzata appare in un'immagine medica. Specificamente, alterano il contrasto di un organo, di una lesione, o di qualsiasi altra struttura rispetto a ciò che la circonda, in modo da rendere visibili dettagli che altrimenti risulterebbero non apprezzabili.
I mezzi di contrasto vengono impiegati prevalentemente nell'ambito della diagnostica radiologica (Radiologia tradizionale, Angiografia, TC) o della Risonanza magnetica nucleare. Non devono essere confusi con i radiofarmaci, sostanze radioattive impiegate in Medicina Nucleare per studi di tipo funzionale.
Ogni tecnica di imaging ha i propri mezzi di contrasto; che necessariamente hanno caratteristiche diverse dipendentemente dal metodo di formazione delle immagini.

## Radiografia e tomografia computerizzata
I mezzi di contrasto usati per la radiografia e la tomografia computerizzata sono gli stessi. In entrambi i casi infatti l'immagine viene formata basandosi sull'assorbimento di raggi X da parte dei tessuti.
La formazione dell'immagine radiografica sfrutta la diversa attenuazione che ha il fascio di raggi X nell'attraversare i distretti anatomici. Tale attenuazione è in rapporto con il numero atomico della sostanza attraversata: più alto è il numero atomico della sostanza, più essa sarà radiopaca. Nel nostro corpo esistono regioni anatomiche che presentano densità più o meno omogenee cioè aventi spessore e composizione chimica simile, per cui risulta difficile una loro discriminazione.
Sono state così messe a punto delle sostanze in grado di aumentare o diminuire l'attenuazione dei raggi X.
A seconda che queste sostanze presentino un assorbimento superiore o inferiore a quello degli organi nei quali vengono immessi, si distinguono in mezzi di contrasto positivi (bario, iodio) o negativi (aria, metilcellulosa, anidride carbonica). I mezzi di contrasto positivi sono sostanze che aumentano la resistenza al passaggio dei raggi X e sono caratterizzati da un elevato numero atomico; i mezzi di contrasto negativi la diminuiscono.
Un tipico utilizzo di un mezzo di contrasto negativo quale l'aria è utilizzato nello studio dell'apparato respiratorio (radiografia del torace). Il radiogramma viene assunto durante un'inspirazione profonda per riempire gli alveoli polmonari d'aria in modo da poter evidenziare eventuali lesioni del parenchima polmonare.

### Bario
Nello studio contrastografico dell'apparato digerente viene oggi utilizzato il bario sotto forma di solfato di bario che, essendo insolubile in acqua e quindi nei liquidi organici, non può essere assorbito dall'organismo ed esercitare azione tossica o talora letale.
Il bario è caratterizzato, come tutti i mezzi di contrasto positivi, da un alto numero atomico. Negli anni ottanta sono state introdotte tecniche di studio dell'apparato digerente a doppio contrasto che fanno uso di un mezzo di contrasto positivo (solfato di bario) e uno negativo (aria, metilcellulosa, anidride carbonica).
La sua somministrazione avviene per via orale o per clisma.

#### Controindicazioni
In genere il bario è ben tollerato e privo di attività farmacologica, e viene rapidamente dismesso dall'organo.
Controindicazioni assolute al suo utilizzo sono occlusioni, fistole e perforazioni intestinali. La fuoriuscita di bario dai visceri è tossica; esso è un potente agente irritante in grado di indurre una peritonite-mediastinite chimica se entra in contatto con il peritoneo-mediastino. Per questo motivo, nelle prime tre settimane dopo un intervento, laddove si rendesse necessario un esame contrastografico di un distretto dell'apparato digerente, non deve essere usato il bario bensì un mezzo di contrasto iodato.

### Iodio
Per quanto riguarda lo studio dell'apparato uroginecologico (urografia, isterosalpingografia) e per studi di angiografia vengono, invece, utilizzati mezzi di contrasto iodati.
Anche lo iodio è un elemento ad alto numero atomico. Attualmente si utilizzano i cosiddetti mezzi di contrasto di terza generazione non ionici molto più tollerabili di quelli ionici.
Lo iodio può essere utilizzato anche per via orale o per clisma: poiché il bario non deve fuoriuscire dal tubo digerente (pena gravi effetti collaterali), un mezzo di contrasto iodato lo sostituisce in caso di problemi di deglutizione (con possibile passaggio del contrasto nelle vie respiratorie) e nello studio delle sospette fistole del tratto gastroenterico.
Il mezzo di contrasto iodato viene anche utilizzato in tomografia assiale computerizzata in quanto la densità del bario può dar luogo a errori di lettura creando dei falsi positivi o negativi nell'immagine visualizzata.
Può essere somministrato per via venosa, arteriosa, per os e per clisma.
Anch'esso viene presto eliminato attraverso l'urina.

#### Controindicazioni
I mezzi di contrasto iodati sono controindicati in caso di accertata ipersensibilità allo iodio, insufficienza renale o cardiaca grave e gammopatie (come il mieloma multiplo) che portano a rilascio di elevate quantità di proteine nel plasma. Per fronteggiare emergenze legate a reazioni allergiche si rende necessaria la presenza di farmaci cortisonici, antistaminici e di strumenti quali la maschera di ossigeno che permettano di intervenire tempestivamente in caso di effetti indesiderati quali lo shock anafilattico.
Gli effetti secondari si dividono in: banali (senso di calore, nausea), lievi (orticaria, vomito), gravi (arresto cardiaco, edema polmonare) e infine letali.

#### Esempi di mezzi di contrasto iodati
- Insolubili in acqua:
  - Lipiodol
  - Iofendilato
  - Propiliodone
  - Iopydol

- Solubili in acqua:
  - Acido iotalamico
  - acido metrizoico
  - acido diatrizoico
  - acido ioglicico
  - diodone

## Risonanza magnetica
A differenza della TC, dove l'entità del segnale è proporzionale alla densità e al peso atomico degli atomi che compongono il tessuto bersaglio, nella  risonanza magnetica i parametri che influenzano il segnale sono legati non solo alla densità protonica ma soprattutto al rilassamento protonico; ciò ha reso possibile sviluppare prodotti in grado di incrementare sensibilmente il contrasto tra tessuto normale e tessuto patologico anche a bassissima concentrazione. Infatti a differenza dei mezzi di contrasto utilizzati in TC, dove l'azione del mezzo di contrasto (generalmente organo-iodato) è rivolta a bloccare direttamente i fotoni x che attraversano l'organo bersaglio, in RM i mezzi di contrasto influenzano i tempi di rilassamento T1 e T2 dei protoni disposti in loro adiacenza, talché una singola molecola di mezzo di contrasto esplica un'azione favorente il rilassamento su un numero elevatissimo di protoni, esercitando quindi la sua azione a concentrazioni nettamente inferiori a quelle necessarie in diagnostica TC. I mdc in RM sono costituiti da atomi o molecole con differente azione, non solo in grado di incrementare il segnale (mdc positivi) ma anche di abbassarlo (mdc negativi). Tali effetti sono ottenuti modificando localmente le proprietà del campo magnetico tramite sostanze ferromagnetiche, paramagnetiche o diamagnetiche.
Il parametro più importante che caratterizza un mezzo di contrasto per la risonanza magnetica è la "relassività" (relaxivity in inglese), che quantifica la variazione indotta nel T1 o nel T2 in funzione della concentrazione. A campo magnetico costante, la relassività si definisce nel seguente modo:
{\displaystyle {\frac {1}{T_{1/2}}}={\frac {1}{T_{1/2,0}}}+\mathbf {r_{1/2}} C}
dove T1/2 indica il T1 o il T2 risultante, T1/2,0 indica il T1 o il T2 originario del tessuto, r è la relassività e C è la concentrazione di mezzo di contrasto nel tessuto.
La relassività varia al variare del campo magnetico, con un andamento non lineare a "campana", cioè presenta un picco per un particolare valore di campo ed è inferiore nel resto dei casi.

### Gadolinio
Il gadolinio è il mezzo di contrasto più usato in assoluto in risonanza magnetica, per le caratteristiche paramagnetiche del suo ione Gd3+. Viene usato in soluzione e complessato da leganti ciclici poliamminopolicarbossilici, che servono a evitare la tossicità dello ione libero per l'organismo umano. Si usa frequentemente il Gd-DTPA come m.d.c. extracellulare, il che significa che ha una fase intravascolare e una fase interstiziale. Questo è utile ad esempio per valutare l'integrità della barriera emato-encefalica (BEE), o per valutare il pattern di impregnazione e quindi di vascolarizzazione di una lesione. Una tipica applicazione è l'effettuazione di esami di angiografia (CE-MRA, Contrast Enhanced Magnetic Resonance Angiography). 
Esistono anche altri mezzi di contrasto contenenti gadolinio con diverse specificità tissutali, come il Gd-BOPTA, m.d.c. epatospecifico che si accumula elettivamente negli epatociti funzionanti e viene da questi escreto nelle vie biliari (si usa quindi anche nella colangio-RM).
I mezzi di contrasto a base di gadolinio aumentano il segnale nelle sequenze T1 pesate dato che riducono il tempo di rilassamento T1.

### Ossido di ferro
L'ossido di ferro è un mezzo di contrasto superparamagnetico che fa parte dei m.d.c. reticoloendoteliali. Le particelle di ossido di ferro sono elettivamente captate dal sistema reticolo-endoteliale (SRE), dunque principalmente dal fegato (le cellule di Kupffer costituiscono l'80% dei macrofagi dell'organismo), ma anche da midollo osseo e milza, e hanno un effetto contrastografico negativo, ossia riducono l'intensità del parenchima sano nelle sequenze T2 pesate.

### Emoglobina
L'emoglobina è presente in tutti i globuli rossi dell'organismo umano, ed è la molecola che gioca il ruolo più importante nel trasporto dell'ossigeno e dell'anidride carbonica. Siccome le sue caratteristiche magnetiche variano a seconda dell'ossigenazione della molecola (effetto BOLD), essa agisce come mezzo di contrasto intrinseco cioè naturalmente presente nel corpo. Questa proprietà viene sfruttata per visualizzare le aree di tessuto ossigenate o meno, principalmente nella risonanza magnetica funzionale.

### Succo di ananas
Il succo di ananas è un mezzo di contrasto superparamagnetico naturale utilizzato in particolare per l'esame di colangiografia in risonanza magnetica perché più gradevole e molto più economico dei farmaci utilizzati tradizionalmente.
La sua efficacia è stata scoperta nel 2004, da quel momento gli studi sui succhi di frutta come mezzi di contrasto e il loro uso quotidiano si stanno diffondendo in diverse strutture ospedaliere.

## Ecografia
In ecografia può essere usato un mezzo di contrasto endovenoso costituito da microbolle di esafluoruro di zolfo, che aumentano l'ecogenicità del sangue: questa tecnica può essere utilizzata sia per studi di ecografia vascolare, sia per caratterizzare lesioni degli organi addominali (soprattutto del fegato e del rene, a volte anche della milza e del pancreas).
Il mezzo di contrasto ecografico presenta poche controindicazioni rispetto a quelli utilizzati in TC e risonanza magnetica (allergia allo zolfo, cardiopatia ischemica): pertanto, può essere utilizzato come metodica meno invasiva, considerata anche l'assenza di radiazioni ionizzanti e di radiofrequenze o campi magnetici, che è tipica dell'ecografia.